# Armen Grigoryan
Armen Grigoryan, Армен Григорян (24 de novembro de 1960, Moscovo) é um cantor russo, líder e principal letrista da banda de rock Crematório.
Em 1983 ele formou o Crematório, que ganhou uma reputação em toda a antiga União Soviética e começar a realizar concertos em todo o país. Ele é autor de letras surrealistas que freqüentemente lidam com os temas de vida e morte em vários contextos religioso.